# Fredag

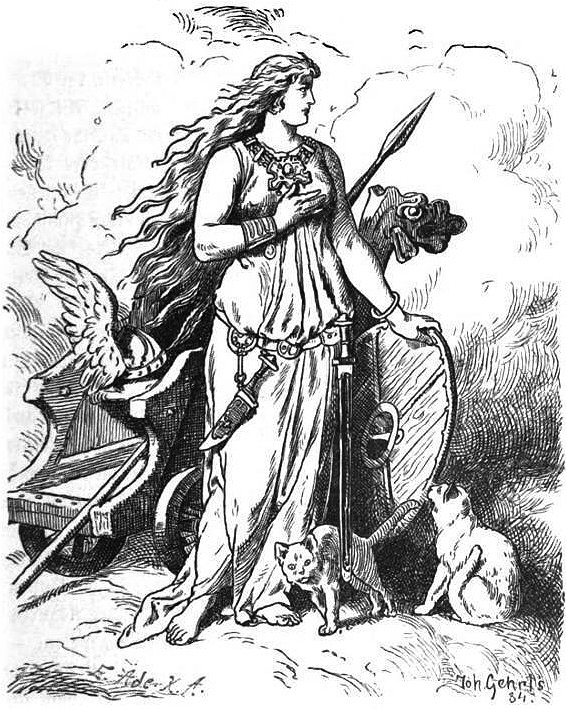
"Freja tros ha givit fredagen sitt namn, här porträtterad av Johannes Gehrts (1901)

Fredag är en veckodag som i Norden är, enligt vissa forskare, uppkallad efter den fornnordiska guden Odens hustru Frigg. Andra forskare menar dock att den uppkallats efter gudinnan Freja, som eventuellt var samma gudinna som Frigg. Åtminstone sågs Frigg på sydgermanskt område som en motsvarighet till romerska mytologins Venus (som gett namn åt samma dag på romanska språk).
I länder med latinska språk, såsom Frankrike och Spanien, förknippas dagen med den romerska mytologins Venus (gudinna).
Fredag kommer efter torsdag och före lördag.

## Fredagen i historien
Då USA köpte området Alaska från Ryssland 1867 följdes fredagen den 6 oktober omedelbart av fredagen den 18 oktober eftersom USA använde den gregorianska kalendern medan Ryssland då fortfarande använde den julianska kalendern. Normalt bibehåller man veckodagarna i obruten följd vid kalenderbyte, men vid det här tillfället flyttade man även datumgränsen till att gå väster om Alaska.

## Fredagen i kulturen
- I kristen tradition är fredagen en fastedag, eftersom Jesus blev korsfäst en fredag. Särskilt högtidlighålls Jesu korsfästelse på långfredagen, fredagen före påsk.
- Fredag ansågs förr som en dag som var olämplig att börja med ett större arbete på, till exempel så sin gröda. Det var också olämpligt att starta en resa, särskilt en längre resa till sjöss.[3]
- Fredagen den trettonde är enligt skrock en otursdag.
- Black Friday är en dag som infaller första dagen efter Thanksgiving, då julhandeln officiellt inleds.
- Muslimerna har sin fredagsbön denna dag.
- I Daniel Defoes roman Robinson Crusoe kallar huvudpersonen sin infödde följeslagare för "Fredag".
- Fredag nämns ofta i musiken bland annat i Nancy Sinatras Friday Child, the Cures Friday I'm in love och Rebecca Blacks Friday.
- Greta Thunbergs Skolstrejk för klimatet har ofta genomförts på fredagar.[4] , och rörelsen kallas också Fridays for Future.
- I modern svensk folkkultur förekommer fredagsmys på fredagskvällar, då man brukar koppla av, umgås samt äta middag och tilltugg tillsammans med övriga familjemedlemmar eller andra närstående.